# Lithosia saitonis
Lithosia saitonis là một loài bướm đêm thuộc phân họ Arctiinae, họ Erebidae.